# Коляда Олександр Костянтинович
Олександр Костянтинович Коляда (*11 грудня 1986 (38 років), Київ) — український генетик, популяризатор науки, ведучий науково-популярного телешоу «ЕксперименТИ». 

## Біографія
Народився 11 грудня 1986 року у Києві в родині працівників кіно.

### Навчання
Навчався на біологічному факультеті Київського національного університету ім. Т. Г. Шевченка. Випускник кафедри генетики.
2005 року став членом наукового товариства студентів та аспірантів університету. 
2008 року закінчив біологічний факультет і продовжив навчання в Інституті геронтології. З 2010 року Олександр Коляда проводить дослідження при цьому закладі в лабораторії епігенетики.
2017 року заснував генетичну лабораторію «Діаген».

### Наукова робота
Олександр Коляда — молодший науковий співробітник Лабораторії епігенетики Інституту геронтології імені Д. Ф. Чеботарьова[відколи?]. Галузі наукових інтересів: молекулярна генетика людини, біологія старіння, генетика статі, генетика поведінки, епігенетика, молекулярна діагностика, теломерна біологія.
Станом на 2013 рік за участі О. Коляди в лабораторії створено банк ДНК пацієнтів із встановленим діагнозом хвороби Паркінсона, здійснено генотипування пацієнтів зі спадково-сімейними формами й уперше визначено довжину теломерних ділянок в українців.
2014 року Олександр Коляда (у співавторстві з Олександром Вайсерманом) запатентував спосіб генетичної діагностики хвороби Паркінсона. 2017 року НАМН України рекомендувала «Метод оцінки генетичної схильності до хвороби Паркінсона» О. Коляди та О. Вайсермана до впровадження у практику охорони здоров'я.
Олександр Коляда — член редколегії журналу «Journal of Genomic Medicine and Pharmacogenomics».

### Популяризація науки
На думку Олександра Міхедова Олександр Коляда є одним із найвідоміших популяризаторів науки.
2018 року разом з «Українською правдою. Життя» було реалізовано проект «Зменшуй шкоду з Олександром Колядою», присвячений шкідливим звичкам.
Того ж року на телеканалі СТБ було запущено телепроєкт «ЕксперименТИ», ведучим якого став Олександр Коляда. Також на радіо «НВ» є його програма «Звички без ризику».
Олександр Коляда викладає курси здорового способу життя у «Школі довголіття», читає популярні лекції зі сфери своїх наукових інтересів, є спікером TEDxKyiv, пише статті на сайтах популярних ЗМІ України.

## Наукові публікації
Останні публікації (2019):
- Vaiserman, A., De Falco, E., Koliada, A., Maslova, O., Balistreri, C.R. Anti-ageing gene therapy: Not so far away? // Ageing Research Reviews. — 2019. — Т. 56 (грудень). — ISSN 1568-1637. — doi:10.1016/j.arr.2019.100977. (англ.)
- Lushchak, O.V., Karaman, H.S., Kozeretska, I.A., Koliada, A.K., (...), Khranovska, N.M., Vaiserman, A.M. Larval crowding results in hormesis-like effects on longevity in Drosophila: timing of eclosion as a model // Biogerontology. — 2019. — Т. 20 — No. 2 (квітень). — С. 191–201. — ISSN 1389-5729. — doi:10.1007/s10522-018-9786-0. (англ.)
- Lushchak, O., Strilbytska, O., Koliada, A., (...), Storey, K.B., Vaiserman, A. Nanodelivery of phytobioactive compounds for treating aging-associated disorders // GeroScience. — 2019. — № 4 (листопад). — ISSN 2509-2715. — doi:10.1007/s11357-019-00116-9. (англ.)
- Bashynska, V., Koliada, A., Murlanova, K., (...), Lushchak, O., Vaiserman, A. Prevalence of Some Genetic Risk Factors for Nicotine Dependence in Ukraine // Genetics Research International. — 2019. — 1 жовтня. — С. 1-8. — ISSN 2090-3162. (англ.)
- Piskovatska, V., Strilbytska, O., Koliada, A., Vaiserman, A., Lushchak, O. Health benefits of anti-aging drugs // Subcellular Biochemistry. — 2019. — Т. 91 (1 березня). — С. 339-392. — ISSN 0306-0225. — doi:10.1007/978-981-13-3681-2_13. (англ.)

Детальніше див. базу Scopus: станом на 10 грудня 2019 року, в базі 35 публікацій, процитовано 331 раз (у 316 публікаціях), Індекс Гірша становить 9.

## Нагороди
Входить до світового рейтингу «ТОП-100 лідерів довголіття» (англ. Top-100 Longevity Leaders) (2019).